# Deatsville
Deatsville é uma cidade  localizada no estado americano do Alabama, no Condado de Elmore.

## Demografia
Segundo o censo americano de 2000, a sua população era de 340 habitantes.
Em 2006, foi estimada uma população de 366, um aumento de 26 (7.6%).

## Geografia
De acordo com o United States Census Bureau, a localidade tem uma área de 12,1 km², dos quais 12,0 km² cobertos por terra e 0,1 km² cobertos por água. Deatsville localiza-se a aproximadamente 98 m acima do nível do mar.

## Localidades na vizinhança
O diagrama seguinte representa as localidades num raio de 24 km ao redor de Deatsville.